# اسقف‌نشین گغارکونیک
اسقف‌نشین گغارکونیک (ارمنی: Գեղարքունիքի թեմ Gegharkuniki t'em) یک اسقف‌نشین کلیسای حواری ارمنی می‌باشد که استان گغارکونیک ارمنستان را در بر می‌گیرد. نام این اسقف‌نشین از شهرستان تاریخی گغارکونیک، استان تاریخی سیونیک (ایالت تاریخی) ارمنستان بزرگ گرفته شده است.